# اس‌اس چلوسکین
اس‌اس چلوسکین (به انگلیسی: SS Chelyuskin) یک کشتی بود که طول آن 310.2’ و ارتفاع آن 22.0’ بود. این کشتی در سال ۱۹۳۳ ساخته شد.